# Nové Československo
Nové Československo je dokumentární film o Československu, který měl premiéru v roce 1950 (natáčen od roku 1948). Film vznikl v sovětsko-československé koprodukci, režíroval ho sovětský režisér Vasilij Nikolajevič Běljajev a jako pomocný režisér mu asistoval Vladimír Vlček. Vlček důvody vzniku dokumentu popsal takto: „Naším záměrem bylo rozezpívat bohatství a krásu svobodné země a nového života v ní.“
Tvůrci filmu byli oceněni: Režisér Běljajev (III. třídy) a vedoucí výroby Boris Lakman (IV. třídy) dostali Řád Bílého lva, tvůrčí kolektiv (Běljajev, Vlček, skladatel Jan Kapr a tři kameramani) dostal v Sovětském svazu roku 1951 Stalinovu cenu (za rok 1950) druhého stupně.